# 피아노 소나타 14번 (모차르트)
볼프강 아마데우스 모차르트의 피아노 소나타 14번 C단조, K. 457은 1784년에 작곡 및 완성되었으며 완성일은 1784년 10월 14일로 모차르트 자신의 작품 목록에 기록되어 있다. 1785년 환상곡 다단조, K. 475와 함께 출판되었다.

## 구성
작품에는 세 가지 악장이 있다.
1. Molto allegro (C minor)
2. Adagio (E♭ major)
3. Allegro assai (C minor)

### I. Molto allegro
주제는 옥타브 단위로 굵게 표시되며 처음 8마디에서 두 번 나타난다. 두 번째 주제에는 알베르티 베이스가 뒷받침하는 매우 우아한 멜로디가 있으며, 이는 작품의 후반부까지 계속된다. 코다는 168절에서 185절까지 있다.

### II. Adagio
이 악장의 주요 주제는 7마디 길이로, 주로 베이스 끊어진 화음 반주와 멜로디로 구성된다. 그러나 주제는 규칙적인 1마디 섹션으로 세분화되는데, 이는 매우 이례적인 일이다.
두 번째 섹션 또는 에피소드는 A ♭ 장조로 시작한다.

### III. Allegro assai
이 소나타의 마지막 악장은 정말 눈에 띄게 만드는 비극적 감각을 담고 있다.

## 환상곡과 소나타의 관계
환상곡 다단조 K. 475는 다단조 소나타 이후 약 7개월 만에 완성되었다. 모차르트는 자신의 개인 작품 목록에 완성 날짜를 1785년 5월 20일로 기록했다. 모차르트가 이 두 곡을 함께 연주하기로 의도했는지 여부에 대해서는 의견이 분분하다.